# Овадія Йосеф
Овадія Йосеф (івр. עובדיה יוסף; 23 вересня 1920, Багдад — 7 жовтня 2013, Єрусалим) — головний сефардський рабин Ізраїлю в 1973—1983 роках, один з найбільших галахічних авторитетів сефардських євреїв, духовний лідер партії ШАС; ахаронім, автор респонсів.

## Біографія
Овадія народився в Багдаді під ім'ям Юсуф Авдаллах у сім'ї торговців. У 1924 р. сім'я переїхала в Єрусалим і оселилася в бухарському кварталі. Батько Овадії тримав лавку і хотів з часом ввести у свої справи сина, проте молодий Овадія не виявив до цього жодного інтересу. Навколишні звернули увагу на гарні здібності Овадії у вивченні Тори, і він був направлений в єшиву «Порат Йосеф». Він швидко проявив себе там, як один з найобдарованіших учнів і незабаром був помічений головним рабином Бен-Ціоном Узіелем, який дав йому звання рабина у 20 років. Незабаром після одруження з Маргаліт в 1943 р. рабі Узіель відправив молодого рабина в 1946 р. в Єгипет, щоб обійняти посаду заступника головного рабина. Рабі Овадья швидко себе проявив як видатний організатор і ерудит, незважаючи на молодий вік, поліпшив духовний стан громади і зміг налагодити хороші відносини з владою. У 1950 р. незабаром після створення Ізраїлю рабі Овадья повернувся і був призначений суддею окружного рабинського суду Петах-Тікви і Єрусалим а. У 1968—1973 рр.. обіймав посаду сефардського рабина Тель-Авіва. У 1970 р. отримав премію за релігійній літературі. З 1973 по 1983 рр. головний сефардський рабин Ізраїлю. У 1983 був серед засновників партії ШАС і відтоді її духовним керівником.

## Праці
Рав Овадія вважається одним з найобдарованіших рабинів покоління. Його перу належать десятки книг за єврейським законом. Основні його праці — «Явіа омер» (івр. יביע אומר) та «Яхве даат» (івр. יחווה דעת), де розбираються з точки зору галахи різноманітні питання сучасного життя — наприклад, статус ефіопських євреїв, солдатів, зниклих безвісти, тощо. Крім цього, сином рабі Овадіїя було видано збірник «Ялкут Йосеф» (івр. ילקוט יוסף), де наводяться коментарі та галахічні постанови рабина Овадії до всіх розділів книги Шулхан арух. Книга популярна у всіх сефардских громадах. Його мова проста та легко зрозуміла сучасному читачеві, навіть якщо він не надто добре володіє прадавнім івритом.